# Kalkera, Koppal
Kalkera là một làng thuộc tehsil Koppal, huyện Koppal, bang Karnataka, Ấn Độ.